# 67 Asia
Asia /ˈeɪʃiə/ (định danh hành tinh vi hình: 67 Asia) là một tiểu hành tinh có bề mặt sáng ở vành đai chính. Nó được nhà thiên văn học người Anh Norman Pogson phát hiện ngày 17 tháng 4 năm 1861 ở Đài quan sát Madras, Chennai, Ấn Độ.Pogson chọn cái tên này để chỉ Asia, một nữ thần trong nhóm thần Titan trong thần thoại Hy Lạp và lục địa Châu Á, vì tiểu hành tinh này là tiểu hành tinh đầu tiên được phát hiện từ lục địa này.
Tiểu hành tinh này quay quanh Mặt Trời với chu kỳ 3,77 năm, bán trục chính là 2,421 AU và độ lệch tâm là 0,185. Nó có khả năng tương thích 2:1 với Sao Hỏa, có chu kỳ quỹ đạo gấp đôi chu kỳ quỹ đạo của hành tinh này. Mặt phẳng quỹ đạo nghiêng 6,0° so với mặt phẳng hoàng đạo. Asia là một tiểu hành tinh kiểu S bằng đá có kích thước mặt cắt ngang 61 km, Phép đo sáng từ Đài thiên văn Oakley trong năm 2006 đã tạo ra một đường cong ánh sáng cho thấy chu kỳ quay thiên văn là 15,90 ± 0,02 với độ lớn biên độ là 0,26 ± 0,04.